# Истакан-Арита
Истака́н-Арита́ (рос. Ыстакан-Арыта) — невеликий річковий острів на річці Анабар. Територіально відноситься до Якутії, Росія.
Розташований в нижній течії річки ближче до лівого берега, біля впадіння лівої притоки Истакан. Острів має овальну форму, витягнутий із півночі на південь. Острів рівнинний, південно-східний берег дещо стрімкий. На сході знаходиться круча висотою 5 м. Вкритий болотами, має невелике озеро.